# Prusy (gmina w województwie lwowskim)
Prusy – dawna gmina wiejska w powiecie lwowskim województwa lwowskiego II Rzeczypospolitej. Siedzibą gminy były Prusy.
Gminę utworzono 1 sierpnia 1934 r. w ramach reformy na podstawie ustawy scaleniowej z dotychczasowych gmin wiejskich: Barszczowice, Kamienopol, Pikułowice i Prusy.
Pod okupacją niemiecką w Polsce (GG) gminę zniesiono, włączając ją do nowo utworzonych gmin Jaryczów Nowy i Zapytów.
Po II wojnie światowej obszar gminy został włączony do Ukraińskiej SRR.